# 아수아주

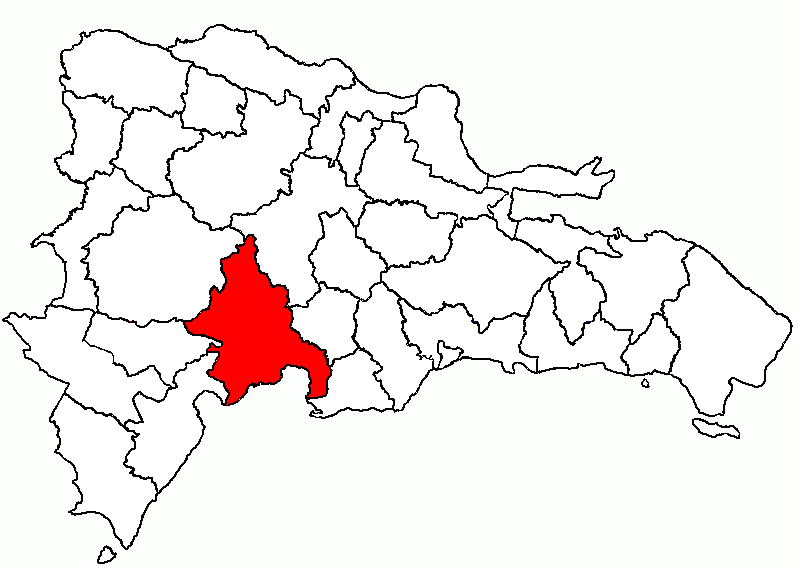
아수아 주의 위치

아수아주(스페인어: Azua)는 도미니카 공화국 남부에 위치한 주로 주도는 아수아이며 면적은 2,531.77km2, 인구는 298,246명(2014년 기준)이다. 1844년에 신설되었다.
서쪽으로는 바라오나 주와 바오루코 주, 산후안 주, 북쪽으로는 라베가 주, 동쪽으로는 산호세데오코아 주와 페라비아 주, 남쪽으로는 카리브해와 접한다. 10개 지방 자치체와 22개 지구를 관할한다.